# Nu Boyana Film Studios

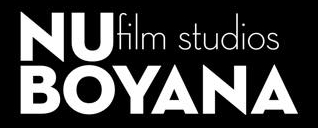
Logo

Nu Boyana Film Studios (en bulgare : Ню Бояна Филм) sont des studios de cinéma situés à Boyana (en), en banlieue de Sofia en Bulgarie.
C'est également une société de production appartenant à Millennium Films. Elle possède depuis 2020 d'autres studios, les Nu Boyana Film Studios Hellenic SA, basés à Thérmi en Grèce.

## Historique
Le studio est inauguré en 1962, dans une Bulgarie communiste. Jusqu'à la chute du bloc de l'Est, il servira de lieu de tournage près de 600 films. Dans les années 1980, il tourne même à plein régime avec environ 25 films par an, auxquelles il faut ajouter une vingtaine de téléfilms, 400 courts métrages et des programmes d'animation. À cette époque, jusqu'à 2 000 personnes qualifiées sont employées par le studio.
Les années 1990 sont marquées par des problèmes financiers. Le studio survit cependant grâce à sa participation à de nombreuses coproductions étrangères : Little Buddha (1993) de Bernardo Bertolucci, Underground (1995) d'Emir Kusturitza, Est-Ouest (1998) de Régis Wargnier, La Cerisaie (1999) de Michael Cacoyannis ou encore Vercingétorix : La Légende du druide roi au début des années 2000.
En 2007, Boyana Film Studios est privatisé et devient Nu Boyana Film. Les studios sont acquis par les sociétés de production américaines Nu Image (en) et Millennium Films cofondées par Avi Lerner. Le PDG est alors Yariv Lerner.
Le studio abrite également une école de cinéma, FilmForge,.

## Œuvres tournées dans les studios
Sauf indication contraire, les informations mentionnées dans cette section peuvent être confirmées par la base de données cinématographiques IMDb,  présente dans la section « Liens externes ».

### Cinéma
- 1968 : Galileo de Liliana Cavani
- 1999 : Le Dernier des Dragons (Bridge of Dragons) d'Isaac Florentine
- 2001 : The Grey Zone de Tim Blake Nelson
- 2004 : Control de Tim Hunter
- 2006 : Le Dahlia noir (The Black Dahlia) de Brian De Palma
- 2006 : Le Contrat (The Contract) de Bruce Beresford
- 2006 : Zombies (Wicked Little Things) de Joseph S. Cardone
- 2007 : Hitman de Xavier Gens
- 2007 : Jusqu'à la mort (Until Death) de Simon Fellows
- 2008 : War, Inc. de Joshua Seftel
- 2008 : Hero Wanted de Brian Smrz
- 2008 : Train de Gideon Raff
- 2008 : Le Jour des morts (Day of the Dead) de Steve Miner
- 2009 : Ninja d'Isaac Florentine
- 2009 : Commando d'élite (Command Performance) de Dolph Lundgren
- 2009 : Direct Contact de Danny Lerner
- 2009 : The Code (Thick as Thieves) de Mimi Leder
- 2009 : The Grudge 3 de Toby Wilkins
- 2009 : Phénomènes paranormaux (The Fourth Kind) d'Olatunde Osunsanmi
- 2010 : Universal Soldier : Régénération (Universal Soldier: Regeneration) de John Hyams
- 2010 : Les Chemins de la liberté (The Way Back) de Peter Weir
- 2011 : Conan (Conan the Barbarian) de Marcus Nispel
- 2012 : Expendables 2 : Unité spéciale (The Expendables 2) de Simon West
- 2012 : Kon-Tiki de Joachim Rønning et Espen Sandberg
- 2013 : Getaway de Courtney Solomon et Yaron Levy
- 2013 : I Spit on Your Grave 2 de Steven R. Monroe
- 2013 : Spiders 3D de Tibor Takács
- 2013 : Face à face (Killing Season) de Mark Steven Johnson
- 2013 : La Chute de la Maison-Blanche (Olympus Has Fallen) d'Antoine Fuqua
- 2014 : Expendables 3 (The Expendables 3) de Patrick Hughes
- 2014 : 300 : La Naissance d'un empire (300: Rise of an Empire) de Noam Murro
- 2014 : King Rising 3 d'Uwe Boll
- 2014 : Autómata de Gabe Ibáñez
- 2014 : La Légende d'Hercule (The Legend of Hercules) de Renny Harlin
- 2014 : Hysteria (Stonehearst Asylum) de Brad Anderson
- 2015 : Survivor de James McTeigue
- 2015 : Insurrection (Septembers of Shiraz) de Wayne Blair
- 2015 : Dilwale de Rohit Shetty
- 2016 : Boyka : Un seul deviendra invincible (Boyka: Undisputed IV) de Todor Chapkanov
- 2016 : La Chute de Londres (London Has Fallen) de Babak Najafi
- 2016 : Mechanic: Resurrection de Dennis Gansel
- 2016 : Outsider (Chuck) de Philippe Falardeau
- 2016 : Criminal : Un espion dans la tête (Criminal) d'Ariel Vromen
- 2017 : Escobar (Loving Pablo) de Fernando León de Aranoa
- 2017 : Leatherface d'Alexandre Bustillo et Julien Maury
- 2017 : Hitman and Bodyguard (The Hitman's Bodyguard) de Patrick Hughes
- 2017 : Bullet Head de Paul Solet
- 2017 : Security d'Alain DesRochers
- 2017 : Acts of Vengeance d'Isaac Florentine
- 2017 : Fractures de Harry Roselmack
- 2018 : Hunter Killer de Donovan Marsh
- 2018 : Le Poirier sauvage (Ahlat Ağacı) de Nuri Bilge Ceylan
- 2018 : The Angel d'Ariel Vromen
- 2018 : Code 211 (211) de York Shackleton
- 2019 : Hellboy de Neil Marshall
- 2019 : La Chute du Président (Angel Has Fallen) de Ric Roman Waugh
- 2019 : Rambo: Last Blood d'Adrian Grunberg
- 2019 : Io de Jonathan Helpert
- 2024 : Hellboy: The Crooked Man de Brian Taylor
- 2025 : Red Sonja de M. J. Bassett
- prochainement : Kung Fury 2 de David Sandberg

### Télévision
- 2004 : Spartacus (téléfilm) de Robert Dornhelm
- 2006 : Ancient Rome: The Rise and Fall of an Empire (série documentaire)
- 2013-présent : Plebs
- 2013-2015 : Crossing Lines
- 2016 : Section zéro
- 2016 : Barbarians Rising
- 2016 : The Aliens
- 2016 : Stolen Life (Откраднат живот)
- 2017 : Absentia (série TV)
- 2017 : Bromans
- 2018 : The Outpost